# Lato (Schiff)
Die Lato war ein Fährschiff der griechischen ANEK Lines. Sie entstand 1975 unter dem Namen Daisetsu für die japanische Reederei Taiheiyō Ferry. Die Lato stand seit 1989 für ANEK im Dienst und war seit 1997 auf der Strecke von Piräus nach Chania im Einsatz. Im September 2014 wurde sie ausgemustert und noch zweimal umbenannt, ehe sie 2018 im türkischen Aliağa abgewrackt wurde.

## Geschichte

### Dienstzeit in Japan
Die Daisetsu wurde am 20. September 1974 unter der Baunummer 388 in der Werft der Naikai Zosen Yards in Setoda (heute ein Teil von Onomichi) auf Kiel gelegt und lief am 28. März 1975 vom Stapel. Die Ablieferung an den Eigner erfolgte am 20. Juni desselben Jahres. Am 25. Juni 1975 nahm die Daisetsu den Fährdienst zwischen Nagoya, Sendai und Tomakomai auf. Sie hatte mit der bereits 1974 in Dienst gestellten und seit 1975 ebenfalls auf der Strecke nach Tomakomai eingesetzten Ishikari ein baugleiches Schwesterschiff.
1980 wurde die Daisetsu von ursprünglich 175,6 auf 188,4 Meter verlängert. Ihre Tonnage erhöhte sich hierbei von 11.879 auf 15.404 BRZ, die Passagierkapazität von 674 auf 1564 Personen. Auch ihr Schwesterschiff erhielt diese Verlängerung. Anschließend verkehrte die Daisetsu wieder auf ihrer alten Strecke.
1985 ging das Schiff in den Besitz der Higashi Nihon Ferry Co Ltd. über und erhielt den Namen Varuna. Sie verkehrte weitere zwei Jahre im Fährdienst und wurde anschließend ausgemustert.

### Dienstzeit in Griechenland

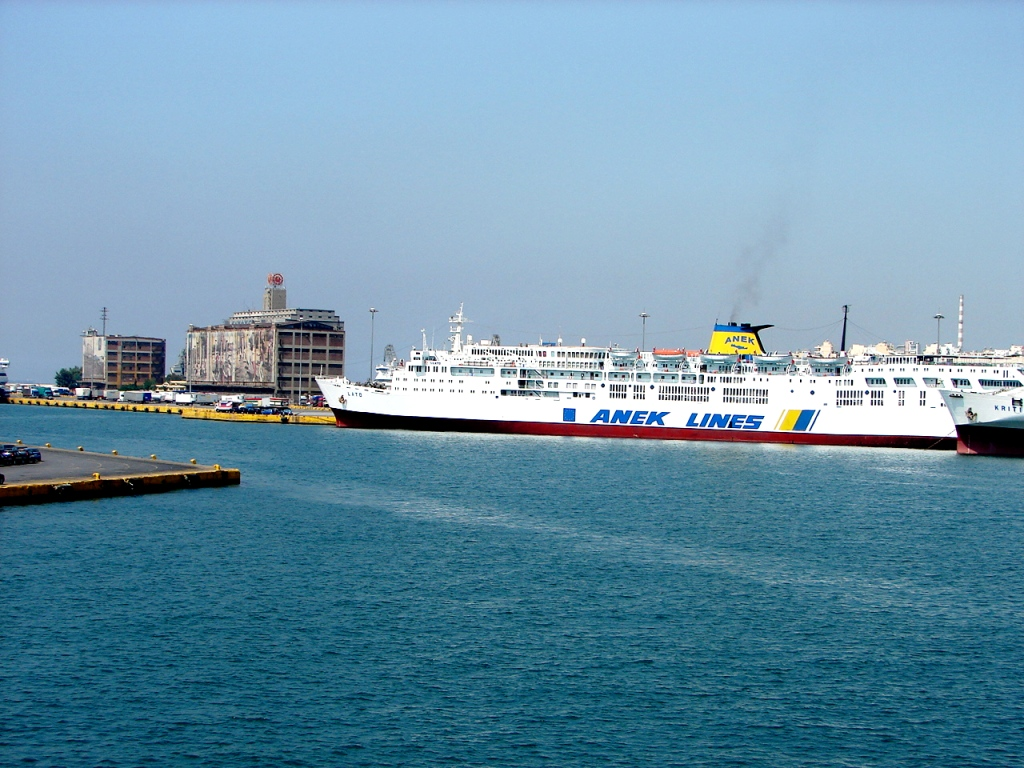
Die Lato im Hafen von Piräus, Juni 2009

Neuer Eigner wurde 1987 die griechische ANEK Lines, die der Fähre den Namen Lato gaben. Das Schiff wurde nach Piräus überführt, wo es ab August 1987 für den weiteren Dienst umgebaut und modernisiert wurde. Erst 1989 nahm die Lato den Fährdienst zwischen Patras, Igoumenitsa, Korfu und Ancona auf.
1997 wechselte das Schiff in den Dienst von Piräus nach Chania, wo es die meiste Zeit bis zum Ende seiner Laufbahn verbleiben sollte. Die folgenden zehn Dienstjahre verliefen ohne größere Ereignisse. Am 16. März 2007 kollidierte die Lato bei starkem Seegang im Hafen von Chania mit einer Kaimauer und wurde hierbei leicht am Rumpf beschädigt. Das Schiff kehrte daraufhin zur Reparatur nach Piräus zurück.
Zwischen Juni und Oktober 2007 war die Lato unter der Charter der Reederei CNAN zwischen Algier und Marseille im Einsatz. Während dieser Zeit erlitt das Schiff im August 2007 im Hafen von Marseille einen Maschinenschaden und lag bis September zur Reparatur in Perama. Nach Auslaufen des Chartervertrags wurde die Fähre wieder von ANEK zwischen Piräus und Chania genutzt.
Von Juni bis September 2012 wurde die Lato kurzzeitig zwischen Bari und Durrës eingesetzt, ehe sie wieder auf ihre alte Dienststrecke wechselte. Dort verblieb sie bis August 2014.
Im August 2014 charterte die libysche Regierung das Schiff und ließ es nach Tobruk überführen. Am 6. September desselben Jahres kehrte die Lato nach Griechenland zurück, kehrte jedoch nicht wieder in den aktiven Dienst zurück. Sie wurde in Souda aufgelegt. Im Mai 2015 sollte die Lato zum Abbruch nach Indien verkauft werden, da die Hafenaufsichtsbehörde von Souda den Liegeplatz der Fähre für Kreuzfahrtschiffe nutzen wollte. Zum geplanten Abbruch kam es jedoch nicht. Ab August 2015 lag die Lato stattdessen in Perama.
Im Februar 2016 kaufte die auf den Marshallinseln ansässige Laton Shipping SA das Schiff und gab ihm den Namen Laton. Die Fähre stand zuerst unter der Flagge von Sankt Kitts und Nevis, dann noch im selben Monat unter der Flagge der Bahamas. Dennoch kehrte die Laton nicht wieder in den Dienst zurück. 2017 wurde sie erneut umbenannt und hieß fortan Talaton. Ein geplanter Einsatz der Fähre als Hotelschiff durch die Reederei Seajets wurde aufgrund der Größe des Schiffes nicht verwirklicht.
Am 18. Juni 2018 verließ die zum Abbruch verkaufte Talaton unter Schlepp den Hafen von Perama und traf am 20. Juni in der Abwrackwerft von Aliağa ein. Ihr Schwesterschiff war bereits 2011 in Indien abgewrackt worden.